# Nalini Singh
Nalini Singh es una escritora de novelas románticas paranormales nacida en 1977, en Fiji y es descendiente de hindúes. Vivió en Nueva Zelanda durante su niñez.

## Biografía
En 1999 obtuvo el tercer puesto en el Premio Clendon y en 2001 ganó el Premio Jane Porter por el libro «Coaxing the Sheik» siendo de los mejor clasificados por la editorial Mills & Boon así como del Premio Clendon otorgado por los lectores ese mismo año.
Sus libros aparecieron en las listas de best sellers del New York Times, de USA Today y de Publishers Weekly. En 2008 y 2009 obtuvo el Premio Julius Vogel a la mejor novela.

## Libros

### Serie Psi Cambiantes

#### Inglés
1. Slave To Sensation (2006) - ISBN 9780425212866
2. Visions Of Heat (2007) - ISBN 9780425215753
3. Caressed By Ice (2007) - ISBN 9780425218426
4. Mine to Possess (2008) - ISBN 9780425220160
5. Hostage To Pleasure (2008) - ISBN 9780425223253
6. Branded By Fire (2009) - ISBN 9780425226735
7. Blaze Of Memory (2009) - ISBN 9780425231111
8. Bonds Of Justice (2010) - ISBN 9780425235447
9. Play Of Passion (2010) - ISBN 9780425237793
10. Kiss Of Snow (2011) - ISBN 9780425242094
11. Tangle Of Need (2012) - ISBN 9780425247563
12. Heart Of Obsidian (2013) - ISBN 9780425263990
13. Shield Of Winter (2014) - ISBN 9780425264027
14. Shards Of Hope (2015) - ISBN 9780425264034
15. Allegiance Of Honor (2016) - ISBN 9781101987773

#### Español
1. La Noche Del Cazador (2011) - ISBN 9788401383960
2. La Noche Del Jaguar (2011) - ISBN 9788401384127
3. Caricias De Hielo (2011) - ISBN 9788401384462
4. La Luna Del Leopardo (2012) - ISBN 9788401384622
5. Presa Del Placer (2013) - ISBN 9788401384813
6. Marcada A Fuego (2013) - ISBN 9788401384936
7. Ardiente Recuerdo (2014) - ISBN 9788401343780
8. Cautivos De La Oscuridad (2014) - ISBN 9788401343520
9. Juegos De Pasión (2015) - ISBN 9788401343902
10. La Llamada Del Deseo (2016) - ISBN 9788401017247

### Relatos cortos Psi Cambiantes
1. The Cannibal Princess
2. A Gift for Kit
3. Beat of Temptation (2013) ISBN 978-0-425-21785-6
4. Stroke of Enticement (2013) ISBN 978-0-425-22355-0
5. Whisper of Sin (2010) ISBN 978-0-425-23595-9

### Serie El gremio de los cazadores

#### Inglés
1. Angel's Blood (2009) - ISBN 9780425226926
2. Archangel's Kiss (2010) - ISBN 9780425233368
3. Archangel's Consort (2011) - ISBN 9780425240137
4. Archangel's Blade (2011) - ISBN 9780425243916
5. Archangel's Storm (2012) - ISBN 9780425246580
6. Archangel's Legion (2013) - ISBN 9780425251249
7. Archangel's Shadows (2014) - ISBN 9780425251171
8. Archangel's Enigma (2015) - ISBN 9780425251263
9. Archangel's Heart (2016) - ISBN 9780451488008
10. Archangel's Vipper (2017) - ISBN 9780451488008
11. Archangel's Prophecy (2018)
12. Archangel's War (2019)
13. Archangel's sun (2020)
14. Archangel's light (2021)

#### Español
1. El Ángel Caído (2011) - ISBN 9788499890777
2. El Beso Del Arcángel (2011) - ISBN 9788499897448
3. La Dama Del Arcángel (2011) - ISBN 9788499896335
4. La Espada Del Arcángel (2012) - ISBN 9788490321799
5. La Tormenta Del Arcángel (2013) - ISBN 9788490326893
6. La legión del Arcángel
7. Las sombras del Arcángel
8. El enigma del Arcángel
9. El corazón del Arcángel (2016)
10. Archangel's Vipper (2017)
11. La Profecía del Arcángel (2018)
12. La guerra del Arcángel (2019)

### Novelas El gremio de los cazadores
1. Angel's Pawn (2012)
2. Angel's Judgment (2012) ISBN 978-0-425-22959-0
3. Angel's Wolf (2012) ISBN 978-0-425-24312-1
4. Angel's Dance (2012)

### Colecciones
1. Angels’ Flight (2012): Todas las novelas del Gremio de los Cazadores
2. Wild Invitation (2013): Novelas Psíquicas: Beat of Temptation, Stroke of Enticement, Declaration of Courtship, y Texture of Intimacy ISBN 978-0-425-25513-1

### Otros libros
1. Desert Warrior (2003) El guerrero del desierto (2004)
2. Awaken To Pleasure (2004) Despertar al placer (2004)
3. Awaken The Senses (2005) El despertar de los sentidos (2006)
4. Craving Beauty (2005) Bella y valiente (2005)
5. Secrets In The Marriage Bed (2006) Secretos de un matrimonio (2010)
6. Bound By Marriage (2007) Atrapados en el matrimonio (2010)
7. Lord of the Abyss (2011) ISBN 0-373-61872-9

### Serie Rock Kiss
- 1 Rock Addiction (septiembre de 2014)
- 1.5 Rock Courtship (octubre de 2014)
- 2 Rock Hard (marzo de 2015)
- 3 Rock Redemption (octubre de 2015)